# Северносаамски език
Северносаамският език е най-разпостраненият саамски език. Говори се от около 20 хиляди души в северна Скандинавия.

## Писменост
Използва разширен вариант на латиницата, макар че преди 1979 година не е имало стандартна писмена норма. През 1985 година се въвежда единна правописна система.

## Граматични особености
- Езикът се е развил в посока на именна флексия както естонския и сколт-саамския език, която се изразява в градация на съгласните звукове в корена на думата. Сравни например: namma – „име“ (именителен падеж): namas – „в името“ (местен падеж).
- Има 6 падежа (именителен, родителен и винителен са се слели, местен, изходен, сравнителен, съвместен), 3 лица.
- Глаголната система се характеризира с 2 прости (минало, неминало) и 2 сложни (перфект, плусквамперфект) времена.
- Има отрицателен глагол както в естонския и финския език, който се спряга по лице, число и наклонение, но не и по време.
- Словоредът е подлог-сказуемо-допълнение.